# گری هال، اس‌آر.
گری هال، اس‌آر. (به انگلیسی: Gary Hall, Sr.) (زادهٔ ۷ اوت ۱۹۵۱) شناگر اهل ایالات متحده آمریکا است.